# ブラウン内閣 (第2次改造)

ブラウン第2次改造内閣（ブラウンだいにじかいぞうないかく）は、イギリスの首相ゴードン・ブラウンによって組閣されたイギリスの内閣。前ブラウン第1次改造内閣からの再改造内閣であり、2008年10月3日に発足した。
支持率の低下に伴う党内からの批判を抑えるため、ブラウン首相に批判的な旧ブレア派からピーター・マンデルソン欧州委員や、マーガレット・ベケット前外相を入閣させ、重厚な布陣を敷いた。
2009年6月4日の地方統一選挙大敗と、党首交代を視野に入れた大臣数名の辞任劇を通じ、ブラウン首相は翌6月5日に内閣改造を実施。ブラウン第3次改造内閣へと引き継がれた。

## 閣僚
| 役職                                                                | 画像 | 大臣                          | 任期                                                       | 備考 |
| ------------------------------------------------------------------- | ---- | ----------------------------- | ---------------------------------------------------------- | --- |
| 首相 第一大蔵卿 行政機構担当大臣 （労働党党首）                     |      | ゴードン・ブラウン MP         | 2007年6月27日 - 2010年5月11日                              | 留任 |
| 財務大臣 第二大蔵卿                                                 |      | アリスター・ダーリング MP     | 2007年6月28日 - 2010年5月11日                              | 留任 |
| 外務・英連邦大臣                                                    |      | デイヴィッド・ミリバンド MP   | 2007年6月28日 - 2010年5月11日                              | 留任 |
| 大法官 司法大臣                                                     |      | ジャック・ストロー MP         | 2007年6月28日 - 2010年5月11日                              | 留任 |
| 内務大臣                                                            |      | ジャッキー・スミス MP         | 2007年6月28日 - 2009年6月5日                               | 留任 経費乱用問題の追及をうけ、2009年6月2日に辞任表明                                                                            |
| 保健大臣                                                            |      | アラン・ジョンソン MP         | 2007年6月28日 - 2009年6月5日                               | 留任 第3次改造内閣で内務大臣に異動                                                                                               |
| ビジネス・企業・規制改革大臣                                        |      | ピーター・マンデルソン PC     | 2008年10月3日 - 2010年5月11日                              | 貴族院議員に任命され入閣 第3次改造内閣でビジネス・イノベーション・職業技能大臣に職名改称、筆頭国務大臣・枢密院議長のポストが追加 |
| 環境・食糧・農村大臣                                                |      | ヒラリー・ベン MP             | 2007年6月28日 - 2010年5月11日                              | 留任 |
| 国際開発大臣                                                        |      | ダグラス・アレクサンダー MP   | 2007年6月28日 - 2010年5月11日                              | 留任 |
| 国防大臣                                                            |      | ジョン・ハットン MP           | 2008年10月3日 - 2009年6月5日                               | 規制改革大臣から転任 首相退陣を要求して辞任                                                                                      |
| 王璽尚書 庶民院院内総務 女性・平等担当大臣 （労働党副党首・幹事長） |      | ハリエット・ハーマン MP       | 2007年6月28日 - 2010年5月11日                              | 留任 |
| コミュニティー・地方政府大臣                                        |      | ヘーゼル・ブリアーズ MP       | 2007年6月28日 - 2009年6月5日                               | 留任 経費乱用問題の追及をうけ、2009年6月3日に辞任表明                                                                            |
| 運輸大臣                                                            |      | ジェフ・フーン MP             | 2008年10月3日 - 2009年6月5日                               | 庶民院幹事から転任 首相退陣を要求して辞任                                                                                        |
| 児童・学校および家庭大臣                                            |      | エド・ボールズ MP             | 2007年6月28日 - 2010年5月11日                              | 留任 |
| エネルギー・気候変動大臣                                            |      | エド・ミリバンド MP           | 2008年10月3日 - 2010年5月11日                              | ランカスター公領大臣から転任 |
| 雇用・年金大臣                                                      |      | ジェームズ・パーネル MP       | 2008年1月24日 - 2009年6月5日                               | 留任 2009年6月4日、首相退陣を要求して辞任                                                                                        |
| 北アイルランド大臣                                                  |      | ショーン・ウッドワード MP     | 2007年6月28日 - 2010年5月11日                              | 留任 |
| 枢密院議長 貴族院院内幹事                                           |      | ジャネット・ローヤル PC       | 2008年10月3日 - 2010年5月11日 2008年10月3日 - 2009年6月5日 | 第3次改造内閣でランカスター公領大臣に移動 貴族院幹事長から転任（第3次改造内閣でも留任）                                          |
| 文化・メディア・スポーツ大臣                                        |      | アンドリュー・バーナム MP     | 2008年1月24日 - 2009年6月5日                               | 留任 第3次改造内閣で保健大臣に異動                                                                                               |
| イノベーション・大学・職業技能大臣                                  |      | ジョン・デナム MP             | 2007年6月28日 - 2009年6月5日                               | 留任 コミュニティー・地方政府大臣に異動                                                                                          |
| 財務省主席担当官                                                    |      | イヴェット・クーパー MP       | 2008年1月24日 - 2009年6月5日                               | 第3次改造内閣で雇用・年金大臣に異動                                                                                              |
| ウェールズ大臣                                                      |      | ポール・マーフィー MP         | 2008年1月24日 - 2009年6月5日                               | 首相退陣を要求して辞任 |
| スコットランド大臣                                                  |      | ジム・マーフィー MP           | 2008年10月3日 - 2010年5月11日                              | |
| 下記の役職者も閣議に出席                                            |      |                               |                                                            | |
| 財務政務次官 庶民院院内幹事                                         |      | ニック・ブラウン MP           | 2008年10月3日 - 2010年5月11日                              | |
| ランカスター公領大臣 内閣府担当国務大臣                             |      | リーアム・バーン MP           | 2008年10月3日 - 2009年6月5日                               | 第3次改造内閣で財務省主席担当官に異動                                                                                            |
| 住宅担当国務大臣                                                    |      | マーガレット・ベケット MP     | 2008年10月3日 - 2009年6月5日                               | 前外相、再入閣 |
| 雇用担当国務大臣 ロンドン担当大臣                                   |      | トニー・マクナルティ MP       | 2008年10月3日 - 2009年6月5日                               | |
| 外務・英連邦閣外大臣 （アフリカ・アジア・国連担当）                 |      | マーク・マロック・ブラウン PC | 2007年6月28日 - 2010年5月11日                              | 留任 |
| 科学・イノベーション担当大臣                                        |      | ポール・ドレイソン PC         | 2008年10月3日 - 2010年5月11日                              | |
| 下記の役職者も必要に応じて閣議に出席                                |      |                               |                                                            | |
| オリンピック担当国務大臣 財務省主計長官                             |      | テッサ・ジョエル MP           | 2005年7月6日 - 2010年5月11日 2007年6月28日 - 2010年5月11日 | 留任 （ロンドン担当のみ解任） 第3次改造内閣で内閣府担当大臣ポストが追加                                                          |
| 法務長官                                                            |      | パトリシア・スコットランド PC | 2007年6月28日 - 2010年5月11日                              | 留任 |
| 外務・英連邦閣外大臣 （ヨーロッパ担当）                             |      | キャロライン・フリント MP     | 2008年10月3日 - 2009年6月5日                               | 首相退陣を要求して辞任 |
| 児童・青年・家庭担当国務大臣                                        |      | ベバリー・ヒュー MP           | 2005年6月17日 - 2009年6月5日                               | 留任 |
| 首相政務秘書官                                                      |      | アンジェラ・E・スミス MP      | 2007年6月28日 - 2010年5月11日                              | 留任 |
| 首相政務秘書官                                                      |      | ジョン・トリケット MP         | 2008年10月3日 - 2010年5月11日                              | |